# Andreas Myrrhen
Andreas Myrrhen (* 17. Jahrhundert in Darmstadt; † 18. Jahrhundert) war ein deutscher Mediziner und Mitglied der Gelehrtenakademie „Leopoldina“.
Andreas Myrrhen war 1691 Respondent an der Universität Jena. Später war er Stadtarzt in Michelstadt im Odenwald und schließlich Leibarzt des Reichsgrafen von Erbach. 
Andreas Myrrhen wurde am 14. Juni 1705 unter der Matrikel-Nr. 265 mit dem akademischen Beinamen HIERO als Mitglied in die Deutsche Akademie der Naturforscher Leopoldina aufgenommen. 

## Publikationen
- Dissertatio physica de melle, Qvam ... Svb Praesidio Georg. Christoph. Moelleri ... Pvblico Ervditorvm Examini exponit Andreas Myrrhen, Hasso-Darmstadinus. Ad diem XIX. Septembris, Anno M DC XCI., Nisius Jenae, 1691. Digitalisat
- Digitales Kultur- und Wissensportal Thüringen: Andreas Myrrhen: Observation CCIX: De Insigne Tumore feliciter curato, 1706, S. 379 f. Digitalisat